# ل.ض.ت (اختلال ضلال)
«ل.ض.ت» أو أي إف تي اختصار لـ (لقد ضاجعت تيد) (بالإنجليزية: I.F.T. (I fucked Ted))‏ هي الحلقة الثالثة من الموسم الثالث من المسلسل الدرامي التليفزيوني الأمريكي اختلال ضلال، والحلقة الكلية الثالثة والعشرون من المسلسل. كتبها جورج ماستراس وإخراجها ميشيل ماكلارين، تم بثه على إيه إم سي في الولايات المتحدة وكندا في 4 أبريل 2010.

## الإنتاج
الحلقة من تأليف جورج ماستراس وإخراج ميشيل ماكلارين. تم بثه على إيه إم سي في الولايات المتحدة وكندا في 4 أبريل 2010. عنوان الحلقة هو «لقد ضاجعت تيد»، الكلمة التي قالتها سكايلر لوالت في نهاية الحلقة.

### الإهداء
ظهرت مديرة التصوير لشيري رودس التي توفيت بسرطان الثدي خلال تصوير الموسم الثالث، بدورٍ بسيطٍ في الحلقة، وذكر اسمها في شارة النهاية بعبارة «كُرسّت لصديقتنا شيري رودس».

## وصلات خارجية
- «ل.ض.ت» على موقع Breaking Bad الرسمي (بالإنجليزية)
- «ل.ض.ت» على قاعدة بيانات الأفلام على الإنترنت (بالإنجليزية)